# Повіт Кодза
Пові́т Ко́дза (яп. 高座郡, こうざぐん, МФА: [koːd͡za guɴ]) — повіт в префектурі Канаґава, Японія.